# 月球轨道器1号
月球轨道器1号为无人自动探测器，属于月球探测器的一部分，是第一艘绕月飞行的美国航天器。它的主要目的是拍摄月表平坦区，以选择和确认勘测者计划和阿波罗任务的安全着陆点，另外，它还配备了收集月球地质、辐射强度及微流星体撞击数据的设备。
1966年8月10日，世界标准时19时31分，该探测器被发射至地球驻泊轨道，20时04分再次点火进入跨月轨道。在飞往月球途中经历了短暂的卡诺普斯星追踪器故障(可能是由于散光)和过热问题，通过将月球作为参照物以及操控航天器偏转太阳方向36度，分别解决了星光跟踪器和降温问题。
在发射92.1小时后，探测器进入环月球赤道的椭圆轨道，初始轨道参数为189.1公里(近月点)×1866.8公里(远月点)，即117.5英里×1160英里，倾角12.2度，绕月一圈时间为3小时37分。8月21日，近月点下降至58公里(36英里)，8月25日再降至40.5公里(25.2英里)。探测器从1966年8月18日到29日进行了持续的拍摄，截止1966年9月14日将拍摄数据全部读取传回。

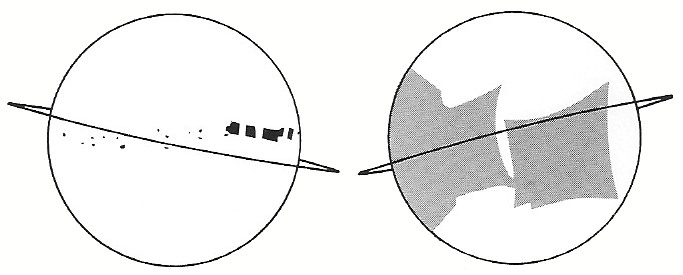
探测器轨道和所拍摄的月球正面(左)及背面(右)覆盖范围

月球轨道器1号共拍摄和发回地球42帧高分辨率和187帧中等分辨率的照片，涵盖500多万平方公里的月球表面，完成了75%的预期任务，尽管一些早期高分辨率照片中出现了严重的斑点瑕疵。它还首次从月球位置拍摄了两幅地球照片。整个任务的所有其他实验都获得了准确的数据。
该探测器采集到的磁场数据显示，月球体型略呈"梨状"，没有检测到微陨星撞击。月球轨道器1号持续环月飞行了577圈，由于用于姿态控制的气体所剩不足和其他条件的恶化，为避免对后续月球轨道器2号的运行干扰，该探测器原计划为期一年任务的提前结束，1966年10月29日它按指令撞击在月球背面北纬7度、东经161度(月面坐标)处。
| 月球摄影研究 | 评估阿波罗和勘测者探测器着陆点 |
| 流星体探测   | 检测月球环境中的微流星体       |
| 碘化铯探测器 | 侦测临近月球的辐射环境         |
| 月面测量     | 月球的引力场与物理属性         |

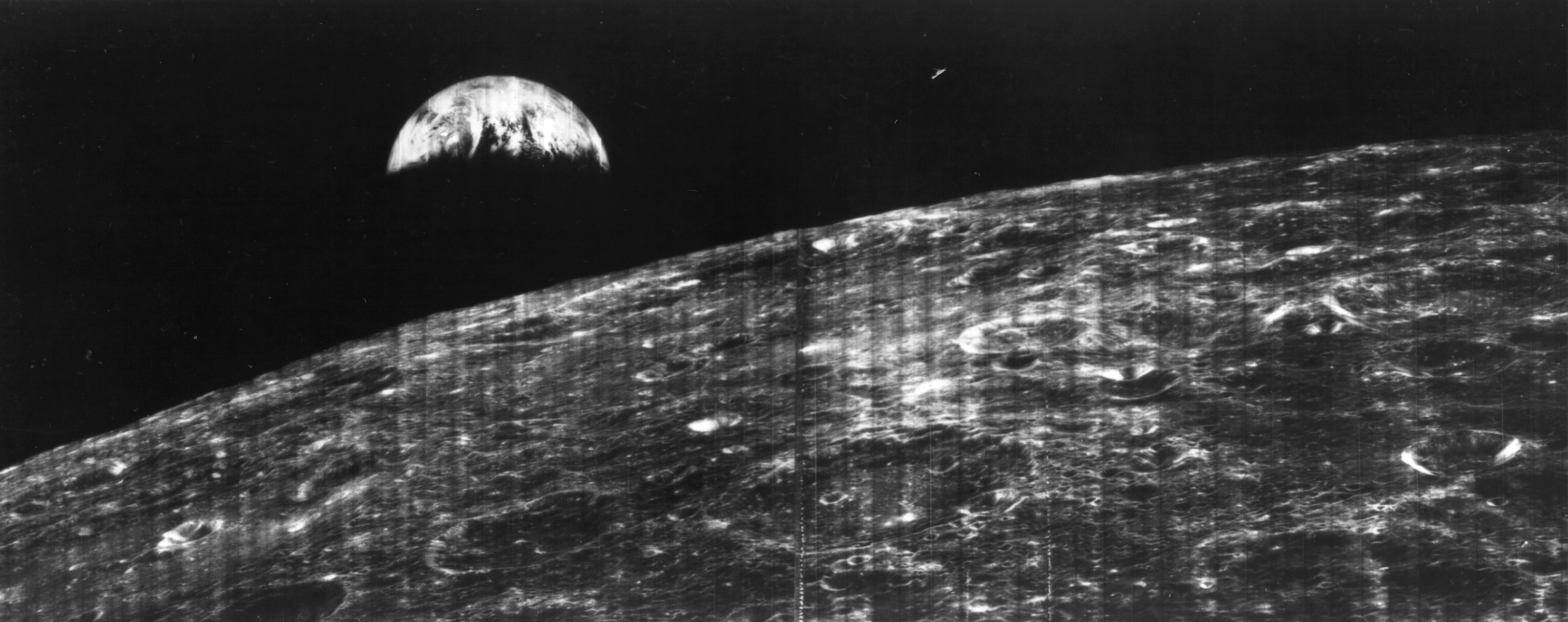
1966年8月23日有史以来第一次从月球位置拍摄的地球照片，8月25日探测器又拍摄了第二张地球照片.
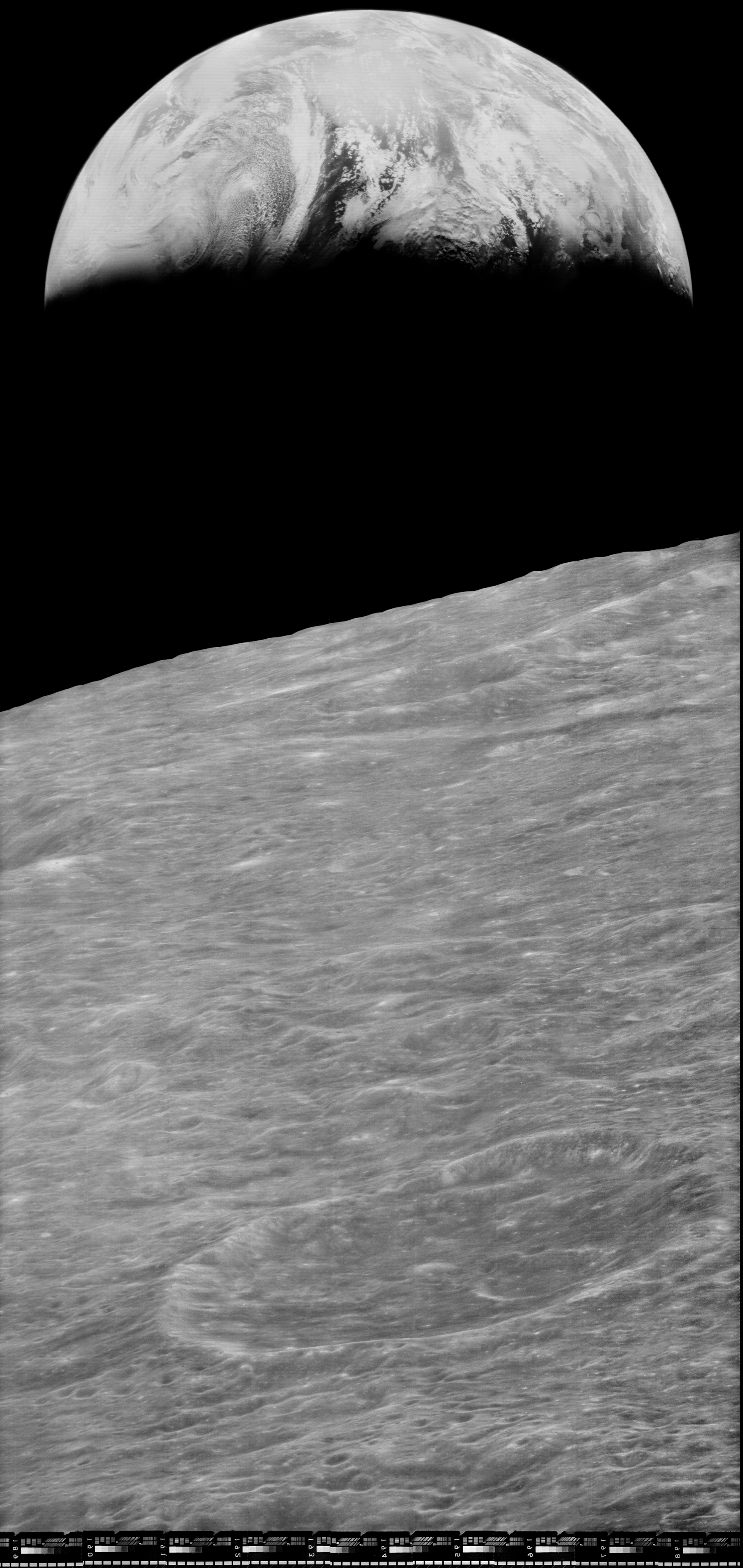
2008年经环月影像修复工程(LOIRP)处理后的照片左半部.

## 另请参阅
- 月球轨道器图像恢复项目
- 月球探索
- 月球轨道器2号
- 月球轨道器3号
- 月球轨道器4号
- 月球轨道器5号

## 备注
1. ↑   (PDF) (报告). NASA. 波音公司: 37页. 1967年9月  [2017-09-23]. NASA CR-870. （原始内容存档 (PDF)于2020-06-13）.